# Daniel Shechtman
Daniel Shechtman (født 24. januar 1941 i Tel Aviv i Mandatområdet i Palæstina) er en israelsk kemiker, der modtog Nobelprisen i kemi i 2011 for sin opdagelse af kvasikrystaller i 1982. Kvasikrystaller er mønstre for atomerne i faste materialer, som ikke er regelmæssige eller symmetriske. Opdagelsen af disse krystaller gav anledning til oprettelse af et nyt forskningsområde inden for kemi og fysik, hvor man arbejdede på at forstå atomernes sammenhænge i kvasikrystallerne.

## Karriere
Shechtman tog sin ph.d. i materialeteknologi på Technion i 1972; forinden var han samme sted blevet bachelor på maskiningeniørstudiet i 1966 og master i materialeteknologi i 1968. Han kom til USA og studerede på ved rumflyvningslaboratoriet ved Wright Patterson AFB i Ohio i tre år, hvorpå han vendte tilbage til Technion og blev ansat på afdelingen for materialeteknologi. I 1981 fik han sabbatår herfra og kom til Johns Hopkins University.
Det var her, at han undersøgte egenskaberne ved et nyt materiale, han havde skabt i form af en legering af mangan, aluminium og lithium. Gennem et elektronmikroskop kunne han observere ti små sorte pletter, der befandt sig i et krystalmønster, der stred imod den gængse opfattelse af opbygningen af faste stoffer. Man mente, at sådanne krystaller skulle være regelmæssige og symmetriske og være arrangeret i tre akser. Men Shechtmans nye stof havde tilsyneladende fem akser.
Hans opdagelse blev mødt med skepsis, og da han insisterede på at arbejde videre med sin opdagelse, blev han bedt om at forlade sin forskningsgruppe. Han måtte derfor fortsætte arbejdet andre steder, og efterhånden fandt han støtte fra andre forskere, der var i stand til at reproducere Shechtmans resultat. Efter yderligere nogle år på Technion fik han mulighed for at forske på National Institute of Standards and Technology (1992-94), og siden 2004 har han haft en aftale om at tilbringe nogle måneder om året på Iowa State University, mens han resten af tiden arbejder på Technion i Israel.